# フモーネ
フモーネ（伊: Fumone）は、イタリア共和国ラツィオ州フロジノーネ県にある、人口約1,900人の基礎自治体（コムーネ）。

## 地理

### 位置・広がり
ローマ南東およそ36キロメートルに所在する。

#### 隣接コムーネ
隣接するコムーネは以下の通り。
- アラトリ
- アナーニ
- フェレンティーノ
- トリヴィリャーノ

### 気候分類・地震分類
フモーネにおけるイタリアの気候分類 (it) および度日は、zona E, 2533 GGである。
また、イタリアの地震リスク階級 (it) では、zona 2B (sismicità media) に分類される。

## 歴史
中世にはフモーネ城があり、1295年、ローマ教皇を退任したケレスティヌス5世が新教皇ボニファティウス8世による幽閉される事件が起こっている。ケレスティヌス5世はフモーネ城の牢獄に10ヶ月も閉じこめられ、感染症のため亡くなった。

## 行政

### 山岳部共同体
広域行政組織である山岳部共同体「モンティ・エルニチ山岳部共同体」 (it:Comunità montana Monti Ernici) （事務所所在地: ヴェーロリ）を構成するコムーネの一つである。